# Macrocentrus tasmanicus
Macrocentrus tasmanicus är en stekelart som först beskrevs av Wilkinson 1928.  Macrocentrus tasmanicus ingår i släktet Macrocentrus och familjen bracksteklar. Inga underarter finns listade i Catalogue of Life.